# Oude Raadhuisplein (Kampen)
Het Oude Raadhuisplein, voorheen het Koeplein, in het centrum van de Nederlandse stad Kampen is een smal plein aan de voet van de Nieuwe Toren en het oude stadhuis van Kampen. De toren waar volgens de folkloristische Kamper ui-verhalen een koe aan de toren werd opgehesen om het welig woekerende gras weg te grazen.
Op het plein is een bronzen standbeeld geplaatst van een koe die verlangend omhoog naar de toren kijkt.

## Hernoeming
De naam van het plein is in 2009 veranderd in het (Oude) Raadhuisplein waardoor de oude functie van het plein beter wordt beschreven.

## Herdenkingssteentjes
Op initiatief van de Kamper Persclub is ruim 25 jaar geleden gestart met een eerbetoon aan prominente (oud) inwoners van Kampen en Kampen op positieve wijze in het nieuws hebben gebracht. Zij worden vereerd met een "steentje" waarin hun naam is gegraveerd. De steentjes worden om het jaar toegekend. Prominente Kampenaren met een eigen steentje zijn onder andere:
- Gait L. Berk (1927-2006), schrijver en cineast
- W. Theo van Dijk, stadsbeiaardier
- Ida Gerhardt (1905-1997), dichteres
- Hendrik van Heerde (1905-1968), chef-redacteur van 't Kamper Nieuwsblad
- Zwerina Hendriks (1885-1974), de evangeliste van Kampen
- Derek de Jong, uitbater van "De Groningertoren kruidernierswinkel, vroeger gevestigd op de Oudestraat 173
- Jan. Keuter, voormalig schoolhoofd Averkampschool
- Willem Kolff (1911-2009), uitvinder van de kunstnier
- Klaas Kruithof (1935-1956), voorzitter CNV van 1916 tot 1935
- Willem G. van Maanen (1920), journalist en schrijver
- Harm Schelhaas, provinciaal voorlichter
- Klaas Schilder (1890–1952), theoloog en hoogleraar
- Jaap Stam (1972), voetballer
- Wim Steunenberg, voormalig directeur Uitgeverij Kok Kampen
- Henk van Ulsen (1927-2009), acteur
- Hans Wiersma, dichter en schrijver
- Klaas Jan Mulder (1930-2008), organist, pianist, dirigent

Botermarkt ·
Broederweg ·
Buiten Nieuwstraat ·
Burgwal ·
Burgwalstraat ·
Gasthuisstraat ·
Geerstraat ·
Groenestraat ·
Kerkstraat ·
Koornmarkt ·
Muntplein ·
Nieuwe Markt ·
Oude Raadhuisplein ·
Oudestraat ·
Plantage ·
Van Heutszplein ·
Vloeddijk ·
Voorstraat ·
IJsselkade